# Hausrecht
Das Hausrecht umfasst das Grundrecht auf Schutz des befriedeten Wohn- oder Gewerbebereiches. Verfügungsberechtigte können einvernehmlich bestimmen, ob Nicht-Verfügungsberechtigten Zutritt oder Verweilen verwehrt wird und unter welchen Bedingungen, z. B. Zahlung eines Eintrittspreises, Zutritt oder Verweilen dennoch gestattet werden.

## Geschichte
Vom Mittelalter bis in die Mitte des 18. Jahrhunderts bedeutete das Hausrecht die Haus- und Schirmgewalt über Haushalt, Hausgenossen, Wohn- und Wirtschaftsgebäude. Mit dem Hausrecht verfügte der Hausherr, nicht bzw. in mehrfacher Hinsicht untergeordnet auch die vor allem für die Versorgung und Erziehung der Kinder zuständige Hausherrin, im Mittelalter über weitreichende Befugnisse. Sie reichten vom Verheiraten der Töchter über das Töten der beim Ehebruch ertappten Ehefrau bis zum Verkauf der leibeigenen Hausgenossen in Notlagen.

## Nationales

### Europa
Das Hausrecht ist Teil des in Art. 8 der Konvention zum Schutze der Menschenrechte und Grundfreiheiten (Europäische Menschenrechtskonvention, EMRK) von 1951 festgelegten Rechtes auf Achtung des Privat- und Familienlebens.

### Deutschland
Das Hausrecht beruht in Deutschland auf dem Grundstückseigentum oder -besitz (§§ 858 ff., § 903, § 1004 BGB). Es ist in Deutschland vor allem mit dem Begriff Hausfrieden und der Unverletzlichkeit der Wohnung nach Art. 13 Grundgesetz verbunden. Das Hausrecht gilt auch für gewerblich und freiberuflich genutzte Grundstücke, so etwa auch bei einem Gasthaus. Verfügungsberechtigte sind befugt, Hausverbote mitzuteilen und wirksame Hausverbote mit Gewalt (Notwehr, § 32 StGB) durchzusetzen. Wird gegen ein wirksames Hausverbot verstoßen, kann Hausfriedensbruch vorliegen (§ 123 StGB). Die Nichteinhaltung von wirksamen Zutrittsbedingungen kann rechtliche Folgen haben. Die Leitung einer Versammlung übt ebenfalls das Hausrecht aus (§ 7 Versammlungsgesetz).
In einem Urteil von 2019 definiert das Bundesverwaltungsgericht: „Das Hausrecht ist das Mittel, das den an einem Raum Berechtigten in die Lage versetzt, darüber zu bestimmen, ob und zu welchem Zweck andere Personen den Raum betreten und sich darin aufhalten dürfen“.

### Österreich
In Österreich wurde das Grundrecht mit dem Art. 9 Unverletzlichkeit des Hausrechts im Staatsgrundgesetz über die allgemeinen Rechte der Staatsbürger (StGG) festgelegt, demjenigen Teil der Dezemberverfassung für Cisleithanien von 1867, der bis heute gilt und in Verfassungsrang steht. Miterfasst (laut Art. 9 StGG 1867) wurde seinerzeit auch das Gesetz zum Schutze des Hausrechts von 1862 (RGBl. Nr. 88/1862), in dem der Schutz vor willkürlicher Hausdurchsuchung seitens der Behörden verankert wurde. Art. 8 EMRK wurde als Teil dieser 1958 ratifiziert und ist ebenfalls Teil der Verfassung.